# LIVIN' IT UP
「LIVIN' IT UP」（リヴィン・イット・アップ）は、韓国の男性歌手グループ、MONSTA Xの楽曲。2018年9月12日にMercury Tokyoより日本での4作目のシングルとして発売された。

## 解説
前作『SPOTLIGHT』から約8ヶ月ぶりのリリース。前作に引き続き日本オリジナル楽曲で、韓国語バージョンは制作されていない。
初回限定盤A、初回限定盤B、通常盤の3形態で発売された（詳細は後述を参照）。
本作の発売を記念して、渋谷マルイにメンバーのビジュアルが映された大型ビルボードが9月1日から15日の約2週間提示された。また発売記念の個別ハイタッチ会が9月15日に広島県、9月16日に千葉県、9月17日に京都府で開催された。
2018年9月24日付のオリコン週間シングルランキング、Billboard Japan Hot 100チャート、Billboard Japan Top Singles Salesチャートで初登場3位を記録した。日本レコード協会からは2作目のゴールド認定を受けた。

## 仕様
【初回限定盤A】
- 品番 : UMCE-9012
- CD+DVDの形態で、DVDには「LIVIN' IT UP」のミュージック・ビデオとメイキング映像を収録。
- スリーブケース仕様
- 特典カード※初回プレス分のみ

【初回限定盤B】
- 品番 : UMCE-9013
- CDのみの形態
- アナログサイズジャケット仕様
- アナザージャケット : 全7種のうち1種をランダム封入

【通常盤】
- 品番 : UMCE-9014
- CDのみの形態
- 初回封入特典 : 全8種のトレーディングカード[注釈 1]のうち1枚がランダムで封入

## 収録内容
| #         | タイトル         | 作詞              | 作曲                         | 時間 |
| --------- | ---------------- | ----------------- | ---------------------------- | ---- |
| 1.        | 「LIVIN' IT UP」 | YVES&ADAMS        | Albin Nordqvist, Tommy Clint | 3:45 |
| 2.        | 「BLACK SWAN」   | ZERO (YVES&ADAMS) | Tommy Clint, Atsushi Shimada | 3:26 |
| 合計時間: | 合計時間:        | 合計時間:         | 合計時間:                    | 7:11 |

| #  | タイトル                             | 作詞 | 作曲・編曲 | 監督 |
| -- | ------------------------------------ | ---- | ---------- | ---- |
| 1. | 「LIVIN' IT UP」(Music Video)        |      |            |      |
| 2. | 「LIVIN' IT UP」(Music Video Making) |      |            |      |

## 曲の解説
1. LIVIN' IT UP
ヒップホップとレゲエの要素を融合させたミクスチャー・ヒップホップ調の楽曲で、音楽がもたらす「楽しい時間」をイメージして制作された[6][9]。
歌詞に登場する「Flyday」というワードは、「Fly（＝飛ぶ）」と「Friday（＝金曜日）」をかけたもの[10]。
2. BLACK SWAN
ハードな楽曲で、歌詞には「ありのままの自分でいることを受けとめ、前に進んでいこう」というメッセージが込められている[9]。
アウトロには、I.M.がアドリブで入れた「BLACK SWAN」というフレーズが入っている[6][11]。